# Український кіноінститут
Український кіноінститут — громадська некомерційна організація, створена групою українських і американських кінематографістів та громадських діячів.

## Мета
Мета Кіноінституту — допомогти українській кіноіндустрії впровадити інновації, вивести українське кіно на міжнародний ринок і сприяти суспільству в переході на якісно новий рівень розвитку засобами кіномистецтва.
Гасло і місія організації — «Глобальне кіно для суспільства майбутнього». За визначенням самого Кіноінституту Глобальне кіно – це твір кіномистецтва, який розповідає про теми важливі для будь-якої аудиторії у світі цікавою і зрозумілою кіномовою та користується попитом у різних країнах.
Український кіноінститут визначає своєю сферою діяльності всю аудіовізуальну індустрію: синергію кіно, телебачення, відеоконтенту в Інтернеті, відеоігор і віртуальної реальності для створення як класичного кіно і анімації, так й нових засобів, форм українського кіномистецтва і його дистрибуції на міжнародний ринок.
Ще однією метою є сприяння трансформації українського суспільства у перехідний період засобами кіномистецтва. Це процес придбання ним нових якостей, які відповідають вимогам майбутнього. Кіно як найпопулярніший і доступний вид масового мистецтва допомагає формувати в суспільстві нові риси, необхідні для життя в майбутньому.

## Творчі програми
Для реалізації своїх цілей Кіноінститут запускає кілька програм :
1. Аналітичний та моніторинговий центр. Це незалежний моніторинг та аналіз аудіовізуального ринку України, створення системи єдиного стандарту дослідження індустрії, розробленої спільно з  Європейською аудіовізуальною обсерваторією
2. «Кіношкола майбутнього» — освітній проєкт Українського кіноінституту. Головна відмінність від інших кіношкіл — це увага на інноваціях у кіновиробництві, технологіях та дистрибуції, які стануть стандартом у світі тільки через 3-5 років. Школа розрахована на кінематографістів, телевізійників і виробників відеоігор.
3. Кінофонд. Його буде створено при Кіноінституті для фінансування соціально та культурно значимих кінопроєктів. Фонд підтримуватиметься партнерами, спонсорами і донорами Кіноінституту.
4. Правовий захист кінематографістів. Кіноінститут запускає програму правового захисту кінематографістів і сприяння у створенні первинних профспілкових осередків на кіно- і телевиробництві разом з Українською Гельсінською спілкою з прав людини.
5. Виробництво українських і спільних кінопроєктів для міжнародної VoD (Video on Demand – відео за запитом) дистрибуції, а також підтримка соціально значимих кіно- і телепроєктів (фільми, анімація і серіали).
У складі Українського кіноінституту працюють продюсери, актори, адміністратори кіногалузі, юристи у сфері кіно, маркетологи, фахівці з міжнародних комунікацій, фандрейзери і педагоги.
Український кіноінститут очолює Голова Правління Руслан Савчук. 
Виконавчий директор Денис Масліков.
Серед засновників також: Сергій Пономаренко, Едуард Євтушенко, Ерік Росс Джілліатт, Браян Джей Зіглер.